# هيرمان برود
هيرمان برود (1946 - 2001)، هو مغني ورسام وممثل وكاتب وعازف بيانو وشاعر هولندي من صنف الجنس والمخدرات والروك أند رول، قضى حياته في استعمال المنشطات واستهلاك الكحول والمخدرات. قبل أربعة أشهر من عيد ميلاده الخامس والخمسين، انتحر مع رسالة وداع في جيبه بالقفز من سطح فندق أمستردام هيلتون.
ولد هيرمان يوم 5 نوفمبر 1946 بمدينة زفوله، تلقى دروسه الأولى في العزف على البيانو في عام 1959. لم يكن قادرًا على الاستمرار في المدرسة: فضل العزف على البيانو في مصنع والده في زفوله. ذهب بعدها إلى أكاديمية الفنون في مدينة أرنهيم في عام 1964 وأصبح عضوًا في مجموعة العزف المحلية The Moans . بدأ إدمانه في عام 1967. باستخدام جميع أنواع المخدرات، كان جسده قد استنفد بالكامل بحلول عام 2001. محاولات بدء حياة جديدة باءت بالفشل. وفي 11 يوليو 2001، الساعة 1:28 مساءً، قفز برود البالغ من العمر 54 عامًا من سطح فندق هيلتون أمستردام وهوى على الأرض ميتا.

## من مؤلفاته
- ابن جميع الأمهات (ديوان شعر 1988) «Zoon van alle moeders

## جدارياته

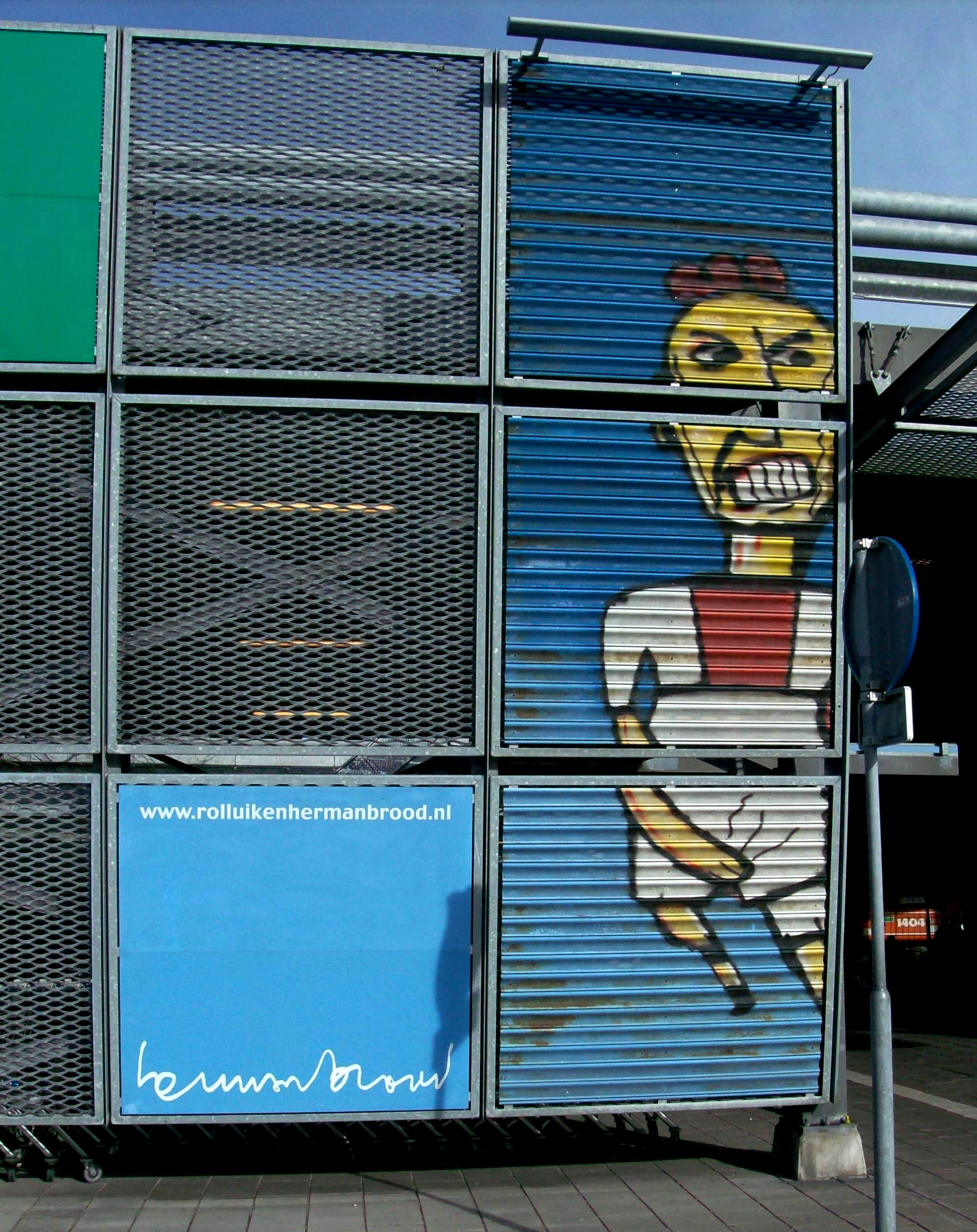
1
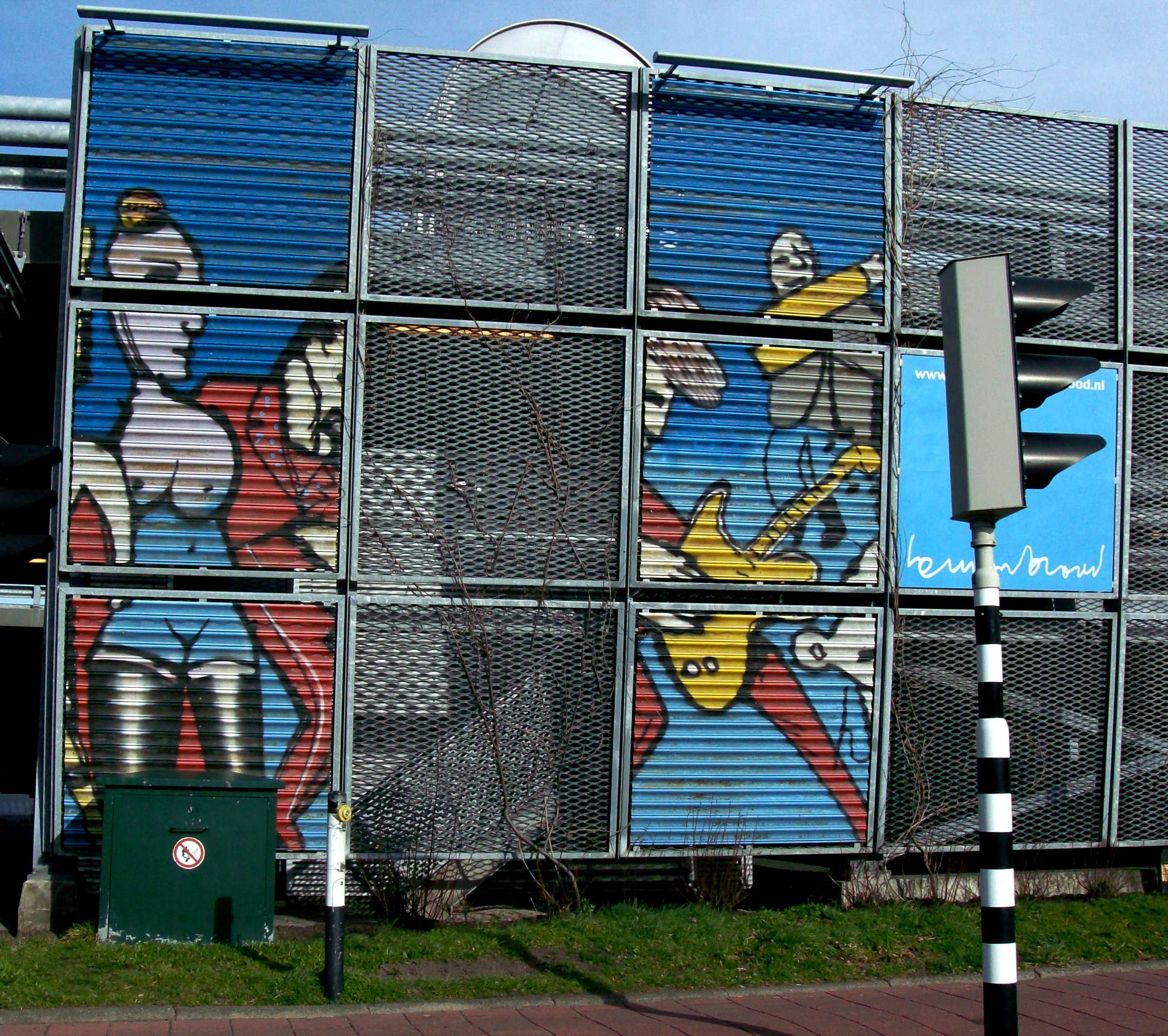
2
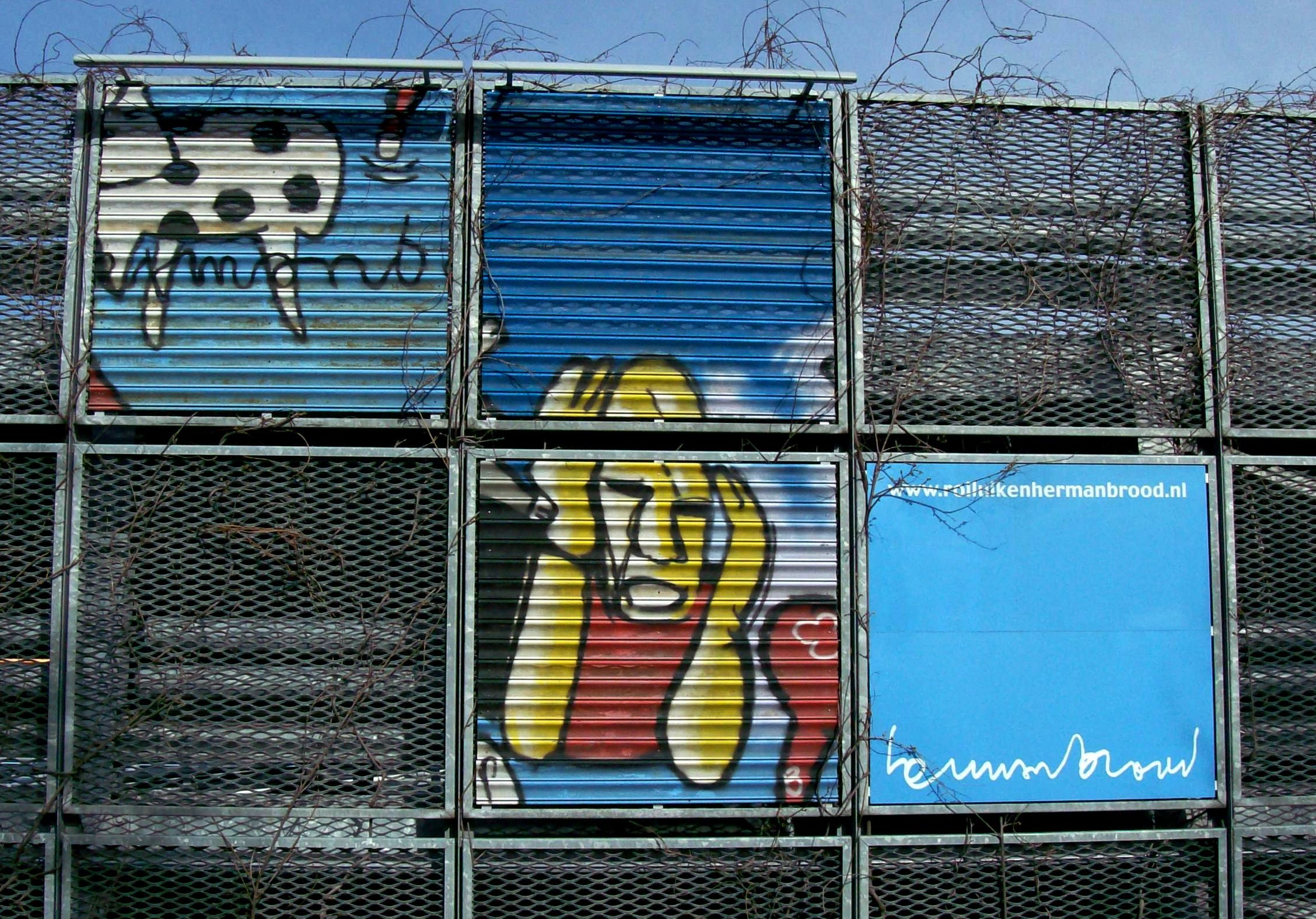
3
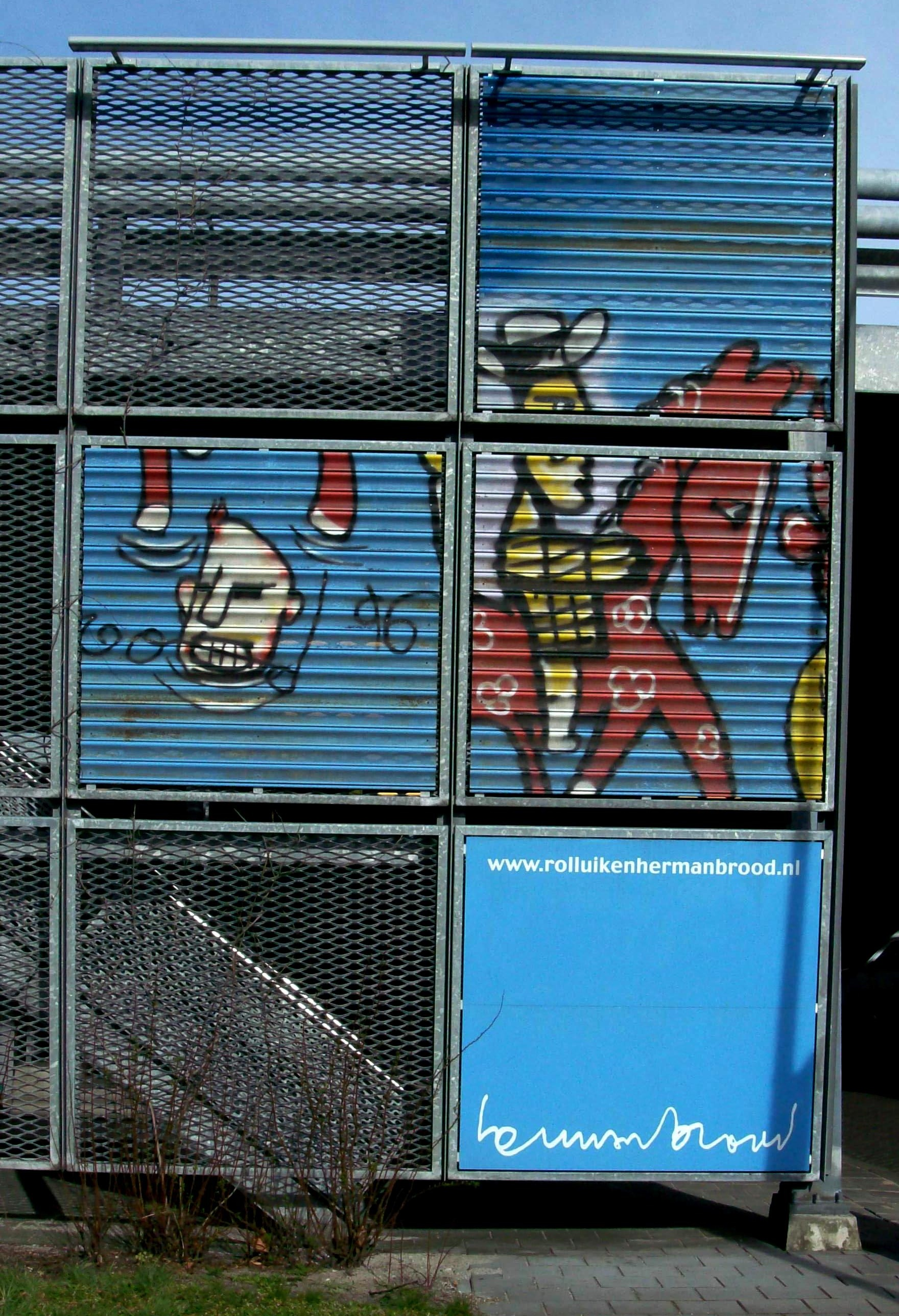
4
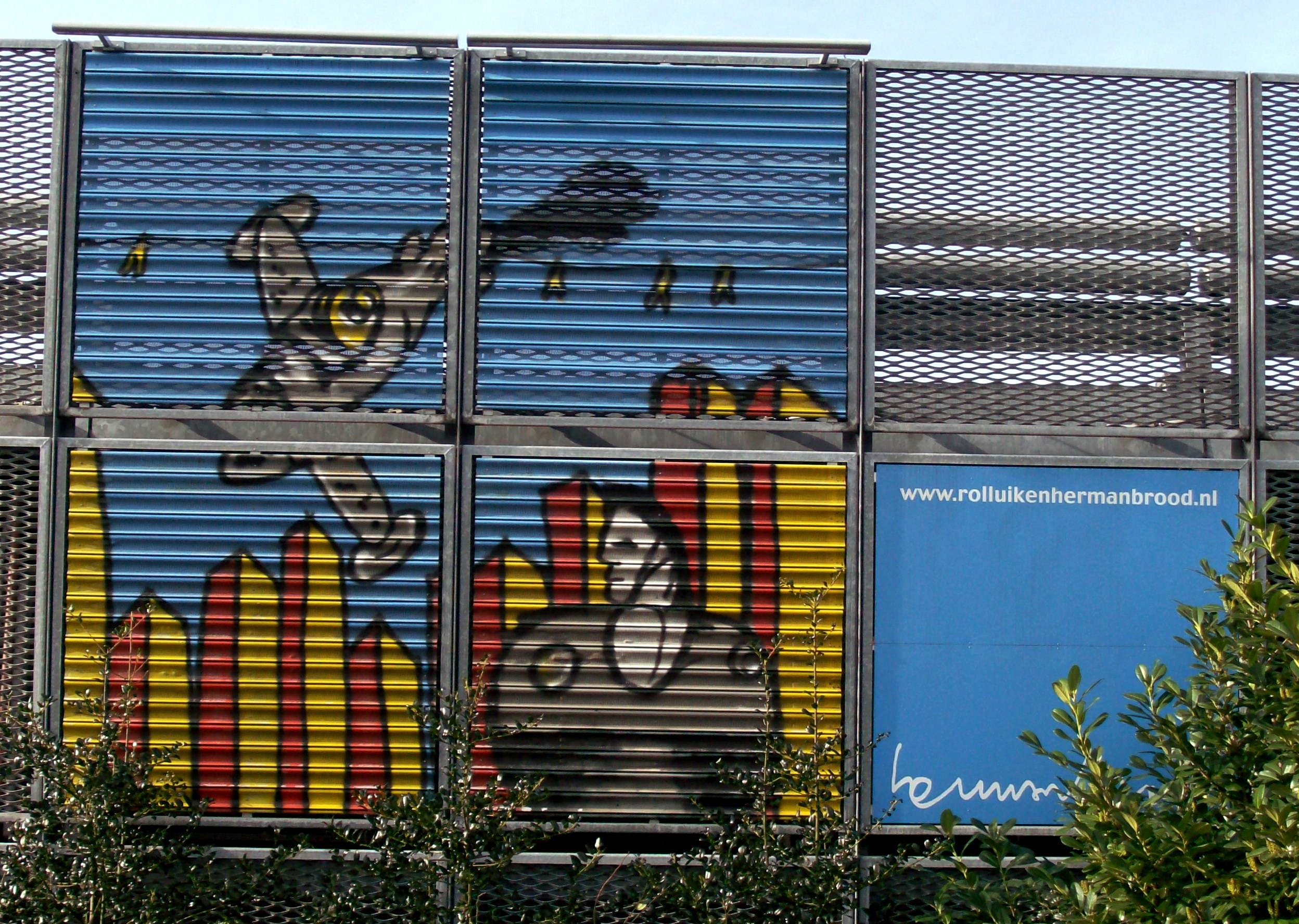
5
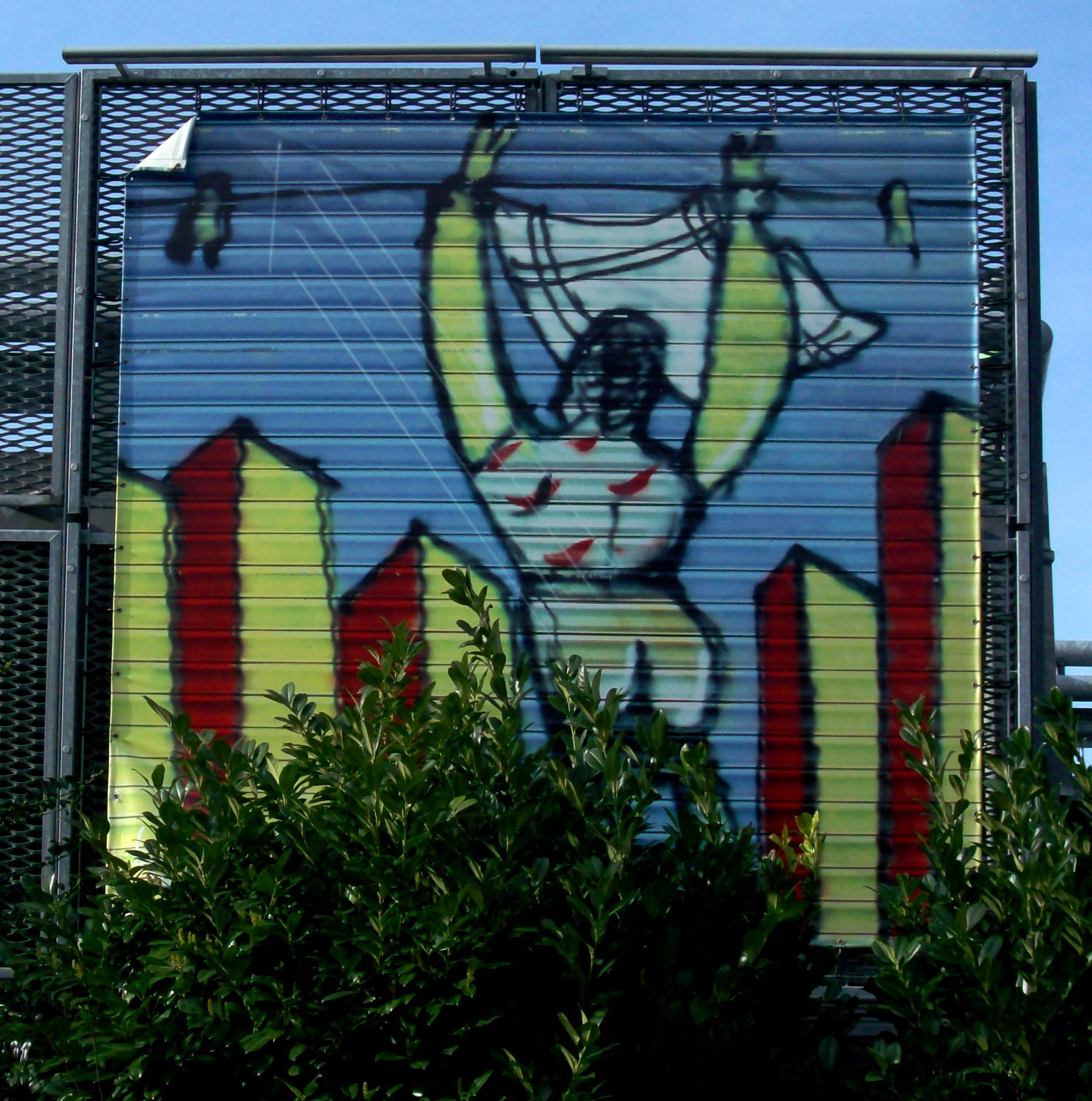
6

## وصلات خارجية
- هيرمان برود على موقع IMDb (الإنجليزية)
- هيرمان برود على موقع ألو سيني (الفرنسية)
- هيرمان برود على موقع ميوزك برينز (الإنجليزية)
- هيرمان برود على موقع أول ميوزيك (الإنجليزية)
- هيرمان برود على موقع ديسكوغز (الإنجليزية)
- هيرمان برود على موقع قاعدة بيانات الفيلم (الإنجليزية)
- هيرمان برود على موقع كينوبويسك (الروسية)